# Inscrutabili Dei consilio

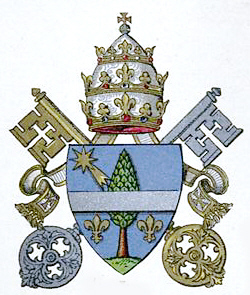
Wappen Papst Leos XIII.

Inscrutabili Dei consilio  („Durch Gottes unerforschlichen Ratschluss“; Über das Übel in der Gesellschaft) ist die Antrittsenzyklika von Papst Leo XIII. und wurde am 21. April 1878 veröffentlicht.

## Annäherung
Mit dieser Enzyklika begann eine neue Ära der Geschichte in der katholischen Kirche. Sie öffnete neue Perspektiven im Umgang mit den gesellschaftlichen Strömungen und dem Zugang zur katholischen Kirche. Sie tritt für die Versöhnung zwischen der katholischen Kirche und der modernen Gesellschaft ein, es begann ein Umdenken in den vatikanischen Richtlinien. Nach der politischen und geistigen Stagnation bemüht Leo XIII. sich nun um eine zeitgerechte Verbindung mit der modernen Welt.

## Übel in der Gesellschaft
Unverändert beschreibt Leo XIII. das „Übel in unserer Gesellschaft“, die Enzyklika mahnt vor gesellschaftlichen Fehlentwicklungen und weist die Welt auf die veränderte Situation nach den Revolutionen hin. Er prangert manche Entwicklungen als ein Übel an, die durch die menschliche Rasse und manche Irrtümer entstanden sind.

## Die Kirchenväter
Leo XIII. bestätigt nochmals die Kirchenväter, den hl. Augustinus (345 – 430) und den hl. Thomas von Aquin (1225–1274), und weist auf deren bestehende, noch immer gültige Lehren hin. Gleichzeitig verweist er auf die missionarische neuthomistische Scholastik und fordert dazu auf, die Missionsarbeit erneut voranzutreiben.